# Trirhabda sericotrachyla
Trirhabda sericotrachyla är en skalbaggsart som beskrevs av Blake 1931. Trirhabda sericotrachyla ingår i släktet Trirhabda och familjen bladbaggar. Inga underarter finns listade i Catalogue of Life.